# Escuela de Medicina de la Universidad Stanford
La Escuela de Medicina de la Universidad Stanford (Stanford University School of Medicine) es la escuela de medicina de la Universidad Stanford y está localizada en el Centro Médico de la Universidad Stanford en Stanford (California), cerca de la ciudad de Palo Alto y Menlo Park. Originalmente fue el Cooper Medical College de San Francisco, y trasladada al campus de Stanford en 1959.

## Historia
En 1855, el médico de Illinois Elias Samuel Cooper se mudó a San Francisco a raíz de la fiebre del oro de California . En cooperación con la Universidad del Pacífico (también conocida como California Wesleyan College), Cooper estableció el Departamento de Medicina de la Universidad del Pacífico, la primera escuela de medicina en la costa oeste , en 1858, en Mission Street cerca de 3rd Street en San Francisco. . Sin embargo, en 1862 Cooper murió y, sin su liderazgo, el Departamento de Medicina de la Universidad del Pacífico quedó moribundo.
En 1870, el sobrino de Cooper, Levi Cooper Lane , reactivó y reorganizó el departamento médico de la Universidad del Pacífico y, en 1882, Lane donó un nuevo edificio en la intersección de las calles Webster y Sacramento y estableció el departamento como una escuela separada, la Cooper Escuela de medicina. Lane construyó un hospital y una escuela de enfermería y tomó las medidas necesarias para la creación de la Biblioteca Médica Lane.
En 1908, Cooper Medical College fue cedido a la Universidad de Stanford como regalo. Se convirtió en la institución médica de Stanford, inicialmente llamada Departamento Médico de Stanford y más tarde Escuela de Medicina de la Universidad de Stanford. En la década de 1950, la Junta Directiva de Stanford decidió trasladar la escuela al campus principal de Stanford cerca de Palo Alto. La mudanza se completó en 1959. El campus médico de San Francisco se convirtió en el Presbyterian Hospital y más tarde en el California Pacific Medical Center .
En la década de 1980, el Centro Médico lanzó un importante programa de expansión. En 1989 se agregó un nuevo hospital con 20 nuevos quirófanos, unidades de cuidados intensivos y otras adiciones tecnológicas. El Centro Beckman de Medicina Molecular y Genética se inauguró en mayo de 1989 como un centro interdisciplinario centrado en las bases moleculares y genéticas de las enfermedades. El Lucile Packard Children's Hospital se completó en 1991, agregando aún más diversidad a Stanford Medicine.
En los primeros años del siglo XXI, la Facultad de Medicina experimentó una rápida construcción para ampliar aún más las oportunidades de enseñanza y clínicas. El Centro de Aprendizaje y Conocimiento Li Ka Shing se inauguró en 2010; sirve como puerta de entrada a la Facultad de Medicina y proporciona un nuevo modelo de educación médica al combinar la investigación biomédica con la educación clínica y la tecnología de la información. El edificio de investigación de células madre de Lorry I. Lokey también se inauguró en 2010; es la instalación de células madre y medicina regenerativa más grande de América del Norte. El Edificio de Investigación de Células Madre es el primero de los Institutos de Medicina de Stanford previstos. Además de las instalaciones de investigación, alberga oficinas para profesores del Stanford Cancer Center y habitaciones de hospedaje para investigadores.